# Battaglia di Dumlupınar
La battaglia di Dumlupınar (turco Dumlupınar Meydan Muharebesi, letteralmente "battaglia campale di Dumlupınar"), nota anche come battaglia campale del comandante in capo (turca Başkomutanlık Meydan Muharebesi), fu l'ultima battaglia della guerra d'indipendenza turca, che pose fine alla guerra. Opponendo le truppe turche alle truppe greche, la battaglia si svolse dal 26 al 30 agosto 1922, vicino a Afyonkarahisar. I turchi erano comandati da Mustafa Kemal.
Dopo la battaglia di Sakarya, le forze greche, sotto il comando del generale Anastasios Papoulas, si ritirarono nell'Anatolia occidentale, presso Eskişehir e Afyonkarahisar, costruendo linee difensive. Nonostante la pressione di attaccare direttamente, Kemal aspettò e sfruttò una tregua per rafforzare le sue forze e dividere gli alleati attraverso manovre diplomatiche: i turchi avevano la simpatia dei francesi e degli italiani, mentre gli inglesi erano favorevoli ai greci. I greci stessi avevano problemi interni: il re Costantino I sostituì il generale Papoulas con il generale Georgios Hatzianestis, che fu poi giustiziato per le gravi responsabilità nella sconfitta. Il morale delle truppe greche era basso per l'ostilità del territorio anatolico.
In termini di equipaggiamento militare, i greci erano meglio equipaggiati dei turchi, con mitragliatrici, pistole e trasporti più moderni. I turchi avevano artiglieria pesante e un'alta cavalleria.
Iniziata il 26 agosto 1922, l'offensiva turca vide una svolta il 27 agosto. I greci in disordine devono cedere terreno; cominciarono la ritirata il 30 agosto.
Il 30 agosto, il giorno della vittoria di Dumlupınar, è festa nazionale in Turchia e si celebra la Festa della vittoria.